# Энгельгардт, Валериан Фёдорович

Могила В. Ф. Энгельгардта, Волковское лютеранское кладбище

Валериан Фёдорович Энгельгардт (нем. Valerian Johann von Engelhardt; 1798—1856) — генерал-лейтенант, директор Института Корпуса инженеров путей сообщения.

## Биография
Происходил из дворянского рода Лифляндской губернии. Родился в Феллине 24 декабря 1798 (4 января 1799) года, сын бригадира Ф. А. Энгельгардта. Брат Н. Ф. Энгельгардта.
В военную службу вступил в 1815 году юнкером в лейб-гвардии Егерский полк, в 1819 году произведён в прапорщики.
В 1830 году был прикомандирован к Тенгинскому пехотному полку и сразу же отличился в походе за Кубанью и на Черноморской линии против шапсугов и абадзехов, за отличие был произведён в капитаны. В 1832 году произведён в полковники и переведён в лейб-гвардии Волынский полк.
В 1841 году произведён в генерал-майоры и назначен состоять при 3-й гренадерской дивизии. В 1842 году состоял при командующем Отдельным Кавказским корпусом генерале от инфантерии А. И. Нейдгардте для особых поручений.
В 1843 году назначен директором Института Корпуса инженеров путей сообщения; 4 декабря того же года за беспорочную выслугу 25 лет в офицерских чинах удостоился ордена Святого Георгия 4-й степени (№ 6928 по кавалерскому списку Григоровича—Степанова); 7 апреля 1846 года был награждён орденом Св. Владимира 3-й степени. В 1852 году получил чин генерал-лейтенанта и вошёл в число членов совета и аудиториата Корпуса инженеров путей сообщения.
Скончался 20 мая (1 июня) 1856 года в Санкт-Петербурге, похоронен на Волковом лютеранском кладбище.

## Семья
В августе 1844 года женился на Елизавете Михайловне Степовой (1817—08.08.1891), дочери генерала М. Г. Степового. Умерла в Париже от рака, похоронена там же на кладбище Батиньоль. Их сыновья: Владимир и Николай (08.01.1855—30.12.1860).

## Рекомендуемая литература
- Акты, собранные Кавказской археографической комиссией. Т. IX.